# Wijken en buurten in Geldrop-Mierlo
De Nederlandse gemeente Geldrop-Mierlo is voor statistische doeleinden onderverdeeld in wijken en buurten. De gemeente is verdeeld in de volgende statistische wijken:
- Wijk 00 Geldrop (CBS-wijkcode:177100)
- Wijk 01 Mierlo (CBS-wijkcode:177101)

Een statistische wijk kan bestaan uit meerdere buurten. Onderstaande tabel geeft de buurtindeling met kentallen volgens het Centraal Bureau voor de Statistiek (2008):
| CBS-buurtcode | Buurtnaam                | Inwonertal | Opp. totaal (ha) | Opp. land (ha) | Ligging                |
| ------------- | ------------------------ | ---------- | ---------------- | -------------- | ---------------------- |
| BU17710000    | Centrum                  | 2040       | 88               | 87             | Locatie in de gemeente |
| BU17710001    | Skandia                  | 3250       | 100              | 99             | Locatie in de gemeente |
| BU17710002    | Akert                    | 1900       | 98               | 96             | Locatie in de gemeente |
| BU17710003    | Zesgehuchten             | 3470       | 144              | 144            | Locatie in de gemeente |
| BU17710004    | Braakhuizen-Noord        | 4190       | 204              | 201            | Locatie in de gemeente |
| BU17710005    | Braakhuizen-Zuid         | 3720       | 119              | 119            | Locatie in de gemeente |
| BU17710006    | Coevering                | 5380       | 224              | 223            | Locatie in de gemeente |
| BU17710007    | Genoenhuis               | 4060       | 94               | 94             | Locatie in de gemeente |
| BU17710009    | Gijzenrooi               | 150        | 264              | 256            | Locatie in de gemeente |
| BU17710100    | Mierlo                   | 9160       | 418              | 416            | Locatie in de gemeente |
| BU17710109    | Verspreide huizen Mierlo | 660        | 1386             | 1369           | Locatie in de gemeente |